# James Rhodes (Universo cinematográfico de Marvel)
El coronel James "Rhodey" Rhodes, a veces denominado por su alias, War Machine (Maquina de Guerra, en español), y brevemente Iron Patriot, es un personaje ficticio interpretado principalmente por Don Cheadle (inicialmente por Terrence Howard) en el Universo cinematográfico de Marvel (MCU), basada en el personaje de Marvel Comics del mismo nombre. Se le representa como un oficial de la Fuerza Aérea de los EE. UU que es el mejor amigo del experto en tecnología Tony Stark. Se involucra en los esfuerzos heroicos de Stark, luego obtiene una armadura similar a la de Stark, pero con armamento más pesado.
Rhodes se convierte en miembro de los Vengadores, uniéndose a ellos durante la batalla contra Ultron. Cuando los Vengadores enfrentan un conflicto interno por los Acuerdos de Sokovia, Rhodes se pone del lado de Stark. En la lucha que sigue, es herido accidentalmente por Visión y es paralizado temporalmente de la cintura para abajo. Cuando Thanos invade, Rhodes se une a su antiguo equipo para defender la Tierra y finalmente sobrevive al Blip. Rhodes continúa sirviendo como Vengador, participando en la misión de viaje en el tiempo para deshacer las acciones de Thanos. Con billones de vidas restauradas con éxito, Rhodes participa en la batalla final y victoriosa contra Thanos; un conflicto que le cuesta la vida a Stark. En algún momento, una Skrull que cambia de forma llamada Raava secuestra la imagen de Rhodes y lo mantiene prisionero. Raava usa a Rhodes para ganar influencia con el presidente de los Estados Unidos hasta que Nick Fury la mata y Rhodes es liberado.
Rhodes apareció por primera vez en la película Iron Man de 2008 y desde entonces se ha convertido en una figura central en el UCM. Hasta 2023, ha aparecido en ocho películas, así como en las series de Disney+ The Falcon and the Winter Soldier (2021), Invasión Secreta (2023) y la serie animada What If...? (2021) como una versión alternativa. Rhodes regresará en la próxima película Armor Wars, en la que será el protagonista principal.

## Creación de personaje, caracterización y apariencias
El personaje de James "Rhodey" Rhodes apareció por primera vez en Iron Man #118, en enero de 1979. En Iron Man #170, en mayo de 1983, Rhodes se convirtió en Iron Man por un tiempo. Otras variaciones del personaje debutaron más tarde, con un Rhodes blindado que se hizo conocido como War Machine en Iron Man #282, en julio de 1992, y como Iron Patriot en Gambit #13, en mayo de 2013. A mediados de la década de 2000, cuando se habían realizado varias películas de otras propiedades de Marvel con licencia para otros estudios, Kevin Feige se dio cuenta de que Marvel todavía poseía los derechos de los miembros principales de los Vengadores, que incluían a los personajes secundarios de Iron Man. Feige, un "fanático" autoproclamado, imaginó crear un universo compartido tal como lo habían hecho los creadores Stan Lee y Jack Kirby con sus cómics a principios de la década de 1960.

### Casting
Terrence Howard fue contratado para interpretar a Rhodes en la película de 2008 Iron Man. Howard firmó antes que cualquiera de los otros actores principales y fue el actor mejor pagado de la película. Favreau eligió a Howard porque sintió que podía interpretar a War Machine en una secuela. Howard se preparó para el papel visitando la Base de la Fuerza Aérea de Nellis el 16 de marzo de 2007, donde comió con los pilotos y observó helicópteros de rescate HH-60 Pave Hawk y F-22 Raptors.
Howard y su padre son fanáticos de Iron Man, en parte porque Rhodes fue uno de los pocos superhéroes negros cuando era niño. Era fanático de Downey desde que lo vio en Weird Science, y los dos compitieron físicamente en el set.
Entertainment Weekly informó que a Howard se le ofreció una reducción salarial del 50 al 80 por ciento por Iron Man 2, aunque dijo que no estaba claro si Howard rechazó el papel o si Marvel retiró su oferta. Tras la disputa contractual entre Howard y Marvel Studios, Don Cheadle fue elegido para interpretar a War Machine, y Cheadle ha interpretado al personaje durante el resto de sus apariciones en el MCU. Se alega que Isaac Perlmutter, quien anteriormente había supervisado el desarrollo de Marvel Studios, fue destituido de ese puesto en parte debido a que reemplazó a Howard con Cheadle con el argumento de que las personas negras "se ven iguales".  Una persona con conocimiento de su enfoque creativo dijo, sin embargo, que Perlmutter "ni discrimina ni se preocupa por la diversidad, solo se preocupa por lo que cree que generará dinero". 
Cheadle solo tuvo unas pocas horas para aceptar el papel y ni siquiera sabía qué historia atravesaría Rhodes. Comentó que es fanático de los cómics, pero que no había participado anteriormente en películas con temas de cómics debido a la escasez de superhéroes negros. Cheadle dijo que pensó que Iron Man era un robot antes de que saliera la primera película.

### Caracterización
Amigo de Stark y enlace entre Industrias Stark y la Fuerza Aérea de los Estados Unidos en el departamento de adquisiciones, específicamente desarrollo de armas. Tiene el rango de teniente coronel en la Fuerza Aérea de los Estados Unidos y actúa como el principal enlace militar con la división de armas de Stark Industries, e inicialmente no se da cuenta de las acciones de Obadiah Stane. Si bien Rhodes es pícaro en los cómics después de conocer a Stark, su carácter disciplinario anterior forma una dinámica con Stark, y no está seguro de si las acciones de Stark son aceptables o no. "Rhodey está completamente disgustado con la forma en que Tony ha vivido su vida, pero en cierto momento se da cuenta de que tal vez haya una forma diferente", dijo Howard. "¿De quién es la vida correcta; es la vida militar estricta o la vida de un independiente?" 
Sobre cómo se acercó a su personaje en Iron Man 2, Cheadle dijo: "Digo, ¿cuál es el denominador común aquí? Y el denominador común era realmente su amistad con Tony, y eso es lo que realmente tratamos de rastrear en este. ¿Cómo se ve afectada su amistad una vez que Tony sale y es dueño de 'Yo Soy Iron Man'?". Cheadle dijo que su traje pesaba 22,7 kg de metal, y que no podía tocarse la cara mientras lo usaba.
En Iron Man 3, Rhodes opera la armadura War Machine rediseñada / mejorada, adoptando un esquema de color inspirado en la bandera estadounidense similar a la armadura Iron Patriot de los cómics. Feige dijo sobre Rhodes y la armadura: "La noción en la película es que un traje rojo, blanco y azul es una declaración audaz, y está destinado a serlo. Con Rhodey, él es en gran medida el contraste de las excentricidades de Tony, y en este puedes ver esto y recordar la confianza y la amistad entre ellos en esa gran moda de Boddy-cup de Shane Black". En la película, el presidente le pide a Rhodey que asuma el apodo de "Iron Patriot" y se ponga el traje rojo, blanco y azul para ser el "héroe estadounidense" del gobierno en respuesta a los eventos de Los Vengadores.
Cheadle calificó la aparición de Rhodes en Capitán América: Civil War como "un poco más intensa y fundamental" en comparación con sus apariciones anteriores. Después de su parálisis durante los eventos de Civil War, Stark le da a Rhodes un aparato para caminar de nuevo, aunque según Cheadle, en Avengers: Infinity War, Rhodes es reacio a ponerse su armadura War Machine y reunirse con los Vengadores debido a su lesión. Cheadle creía que Rhodes está "negociando esta reunión y su reincorporación a este equipo". También explicó que la relación de Rhodes con Stark se "profundizó" a partir de su accidente y dijo: "Creo que Tony se siente un tanto responsable y culpable de alguna manera. Pero, de nuevo, siempre me ha respaldado de una manera que solo él podría haberlo hecho".
En Avengers: Endgame, Cheadle describió la nueva pertenencia de Rhodes como Vengador como "no tanto a horcajadas sobre un pie en el ejército. Está mucho más del lado de Los Vengadores que antes".  Esto se refleja en la visión del mundo más instintiva y realista de Rhodes en medio del encuentro con lo fantástico, y Cheadle explica: "Definitivamente tiene algo de 'qué diablos está pasando' [actitud] más que quizás el resto de ellos"., dados sus antecedentes. Pero es una prueba de fuego, y rápidamente se adaptó a lo que es [la amenaza], en lugar de a lo que le gustaría que fuera".

### Apariciones
Los primeros borradores de guiones escritos por Alfred Gough, Miles Millar y David Hayter para New Line Cinema, establecían un enfrentamiento entre Iron Man contra su padre Howard Stark, quien se convierte en War Machine en lugar de Rhodes.  El artista Phil Saunders había creado el arte conceptual para una escena de "sala de armaduras" no utilizada en la película que incluía la armadura de War Machine.
- James Rhodes aparece en Iron Man y es interpretado por Terrence Howard.[23]
- En Iron Man 2, Rhodes está bajo la presión del gobierno de los Estados Unidos para convencer Tony Stark de que renuncie a la propiedad de la armadura de Iron Man. Cuando Stark, borracho, pone en peligro la vida de civiles, Rhodes se ve obligado a ponerse un traje de Iron Man para intervenir durante la confrontación, a lo que Stark dice: "Quieres ser la máquina de guerra, toma tu oportunidad".[24]  La armadura prestada de Rhodes es posteriormente modificada por Justin Hammer con varias mejoras de armas en una base de la Fuerza Aérea, pero el misil de la 'exesposa' demuestra estar lamentablemente por debajo de los estándares, y la armadura de War Machine en sí misma es tomada brevemente por control remoto y ataca a Stark antes de que Pepper Potts y Natasha Romanoff rompieran la conexión que lo controlaba. Una vez liberado, Rhodes lucha junto a Stark para derrotar a Ivan Vanko.[25][26]
- En Iron Man 3, Rhodes es ascendido a coronel y su armadura está pintada de rojo, blanco y azul.[27]  Según el director Shane Black, el esquema de color patriótico y el nombre fueron elegidos por el gobierno de EE. UU. en respuesta a los eventos de Los Vengadores.[28] Rhodes afirma que el gobierno de EE. UU. consideró que "War Machine" era demasiado militarista y que "Iron Patriot" dio buenos resultados con los grupos focales. Eric Savin, un soldado del proyecto Extremis roba brevemente la armadura y la usa para secuestrar al presidente Ellis, pero Rhodes puede recuperar la armadura al final de la película y salvar al presidente.
- En avengers: Age of Ultron, Rhodes opera la armadura War Machine negra y plateada, ayudando a los Avengers en la batalla final contra Ultron, y se une al equipo con Vision, Sam Wilson y Wanda Maximoff.[29]
- En Capitán América: Civil War,[30] Rhodes se pone del lado de Stark cuando a los Vengadores se les presentan los Acuerdos de Sokovia para que el gobierno regule sus acciones. Esto lo pone en desacuerdo con el equipo de Steve Rogers apoyado por Scott Lang, Clint Barton, Bucky Barnes, Maximoff y Wilson. El equipo de Stark formado por Rhodes, Romanoff, Peter Parker, Visión y T'Challa se enfrenta al equipo de Rogers en Alemania. Sin embargo, Rhodes resulta herido por Visión por accidente y queda paralizado de las piernas.[31]
- En avengers: Infinity War, Rhodes se opone a Ross y los Acuerdos de Sokovia y va con Rogers y los demás a defender a Vision en Wakanda. Después de que Thanos completa el Guantelete del Infinito, Rhodes es uno de los pocos sobrevivientes.
- Rhodes aparece en la escena de la mitad de los créditos en Capitana Marvel, junto con Rogers, Romanoff y Bruce Banner, donde conocen a Carol Danvers.[32]
- En avengers: Endgame,[33] Rhodes se reúne con Stark y viaja al espacio con el equipo al planeta Jardín de Thanos para descubrir que destruyó las Gemas. En 2023, viaja a través del reino cuántico con Nebula a Morag en una línea de tiempo alternativa para obtener la Gema del Poder. Después de que se revierte el Blip, llega una versión alternativa de Thanos y ataca el cuartel general de los Vengadores, lo que hace que Rhodes, Rocket y Banner queden atrapados, pero Lang los rescata y luego se une a la lucha final contra Thanos. Posteriormente, Rhodes asiste al funeral de Stark.
- En The Falcon and the Winter Soldier, Rhodes asiste a una ceremonia en Washington D. C., en la que Wilson entrega el escudo de Rogers al gobierno de EE. UU. y luego habla con Wilson.
- Una versión alternativa de la línea de tiempo de Rhodes aparece en la serie animada de Disney+ What If...?.
- Rhodes regresará y protagonizará Armor Wars.[34][35]

## Biografía del personaje ficticio
James Rupert "Rhodey" Rhodes se desempeñó como oficial en la Fuerza Aérea de los Estados Unidos, para quien voló 138 misiones de combate antes de convertirse en enlace entre el Departamento de Adquisiciones del ejército y Stark Industries, donde se hizo amigo cercano de Tony Stark.

### Ayudando a Iron Man
En 2009, cuando Stark es secuestrado por los Diez Anillos, Rhodes dirige personalmente la misión de rescatar a Stark. Cuando la armadura de Iron Man no identificada se encuentra con un avión militar estadounidense en una misión en Afganistán, Rhodes descubre que es Stark cuando lo llama y le pide que no lo ataquen; más tarde, describe el daño resultante a la prensa como resultado de un ejercicio de entrenamiento. Después de que Stark revela su identidad como Iron Man al público, Rhodes se enfrenta a la presión del Congreso de los Estados Unidos y del ejército para que tome posesión de la armadura. En 2010, cuando Stark desciende a un comportamiento imprudente durante una fiesta, Rhodes no tiene más remedio que tomar la armadura Mark II, pelear contra él y entregársela a los militares, para quienes Justin Hammer, el rival tecnológico de Stark la actualiza con nuevas armas para renombrar a Rhodes como War Machine. Rhodes luego ayuda a Stark a defenderse de un ataque de Ivan Vanko y un ejército de Hammer Drones.
En 2012, Rhodes pasa a llamarse Iron Patriot, trabaja directamente para el presidente de los Estados Unidos y tiene la tarea de rastrear a un enemigo conocido como Mandarin. Rhodes descubre que el mandarín es una artimaña creada por el científico Aldrich Killian al contratar al actor Trevor Slattery para interpretar el papel. Killian captura a Rhodes y roba la armadura Iron Patriot, usándola para secuestrar al presidente. Rhodes escapa, ayuda a Stark a luchar contra el ejército de soldados extremistas de Killian y rescata al presidente.

### Nuevo vengador
Rhodes continúa emprendiendo misiones y, en 2015, asiste a la fiesta de los Vengadores en la Torre donde operan y luego ayuda al equipo en su lucha contra Ultrón en Sokovia. Posteriormente, es reclutado para convertirse en un nuevo miembro del grupo, junto con Wanda Maximoff, Visión y Sam Wilson en el nuevo Complejo de los Vengadores dirigido por Steve Rogers y Natasha Romanoff.
En 2016, Rhodes está presente en el complejo cuando el Secretario de Estado de los Estados Unidos, Thaddeus Ross, llega y habla con el equipo sobre los Acuerdos de Sokovia. Rhodes está de acuerdo con Stark cuando adhiere a la idea de que el equipo sea controlado y firma los Acuerdos. En Bucarest, detiene a Rogers, Wilson, Bucky Barnes y T'Challa. Más tarde, se une a Stark, Romanoff, Peter Parker, T'Challa y Vision para interceptar a Rogers, Barnes, Wilson, Clint Barton, Scott Lang y Maximoff en el aeropuerto de Leipzig/Halle en Alemania, donde se produce una pelea. Después de que Rogers y Barnes escapan en un Quinjet, Rhodes es golpeado accidentalmente por Vision, cuya explosión incapacita su traje y lo hace caer. Stark y Wilson no pueden atraparlo y cae al suelo, fracturándose la columna vertebral y dejándolo paralizado. Lo llevan al centro médico en el complejo y puede moverse lentamente después de que Stark diseñó soportes biónicos para sus piernas mientras se sometía a fisioterapia. A pesar de mostrarse triste por su estado, consuela a su amigo diciéndole que hizo lo que creía correcto. 
Para 2018, Rhodes se desilusionó con los Acuerdos y desobedece las órdenes de Ross de arrestar a Rogers, Romanoff, Wilson y Maximoff después de que regresan con Vision al complejo. Luego se une a Rogers y los demás a Wakanda, donde ayuda a luchar contra los Outriders. Cuando llega Thanos, Rhodes queda incapacitado después de que Thanos usa la Gema del Espacio para detener sus cañones. Después de que Thanos completa el Guantelete del Infinito, Rhodes es uno de los sobrevivientes, junto con los Vengadores originales y Rocket del Blip. Poco después de regresar al Complejo, Rhodes informa a Rogers y Romanoff que un buscapersonas perteneciente a Nick Fury dejó de transmitir una señal, debido a la llegada de Carol Danvers.

### Atraco al tiempo y sus consecuencias
Tres semanas después, Rhodes se reúne con Stark y se une a Rogers, Romanoff, Banner, Thor, Rocket, Danvers y Nebula al espacio al planeta Jardín, donde se enfrentan a Thanos, solo para descubrir que destruyó las Gemas del Infinito.
En 2023, Rhodes continúa sus misiones como Vengador mientras realiza un seguimiento del paradero de Barton e informa sus avances a Romanoff. Después de que Stark y Lang idean un plan para viajar en el tiempo a través del Reino Cuántico, Rhodes regresa al Complejo y va con Nébula a una línea de tiempo alternativa de 2014 en el espacio al planeta Morag. Allí ven llegar una versión alternativa de Peter Quill. Después de noquearlo, recuperan la Gema del Poder contenida en el Orbe. Después de que Banner revierte el Blip, una versión alternativa de Thanos ataca el Complejo y hace que Rhodes, Rocket y Banner queden atrapados bajo los escombros. Lang los rescata y Rhodes puede participar en la batalla contra el alternativo Thanos y su ejército. Después de que Stark se sacrifica para ganar la batalla, Rhodes está al lado de su amigo durante sus últimos momentos y luego asiste a su funeral.
En 2024, Rhodes asiste a una ceremonia en el Instituto Smithsoniano donde Wilson dona el escudo de Rogers al museo y los dos se ponen al día; además le reprocha su decisión al hacerle entender que en tiempo complejos, la gente necesita a alguien para reparar el caos. 

### Reemplazado por un Skrull
En 2026, Rhodes ha sido reemplazado por una cambiante Skrull, Raava, que trabaja para el general Gravik; en este papel, le informa al presidente Ritson en la Casa Blanca que Fury había regresado a la Tierra desde el proyecto S.A.B.E.R. y que él y Hill se habían rebelado contra el gobierno. Después de un ataque en Moscú, Rusia, Rhodes fue enviado a hablar en nombre de los EE. UU. en una reunión de la OTAN en Londres. Luego, Fury se pone en contacto con él y le pide reunirse con él. Se encuentra con Fury y le cuentan sobre la invasión Skrull, sin embargo, se resiste a creer eso después de que Fury se niega a reunir a los Vengadores en busca de ayuda. Luego le da a Fury una licencia militar debido a que estuvo presente en el ataque y que EE. UU. estuvo implicado como responsable. Tras ellos, contacta a la esposa Skrull de Fury, Varra / Priscilla y le ordena que lo mate, aunque finalmente se niega. Raava luego transmite información para que Gravik y sus hombres ataquen la caravana de Ritson, haciéndose pasar por rusos en un intento de desencadenar la Tercera Guerra Mundial. Por orden de Gravik, Raava convence con éxito a Ritson en autorizar un ataque nuclear en Nuevo Skrullos, hasta ser engañada por Sonya Falsworth en que organice una evacuación para Ritson. Falsworth y Fury se enfrentan a Raava y le revelan la verdad a Ritson. Después de que Raava es asesinada por Fury, el verdadero Rhodes es rescatado y liberado por la hija de Talos, G'iah, al decirle que estuvo encerrado por mucho tiempo.

## Versiones alternativas
Una versión alternativa de Rhodes aparece en la serie animada What If...?, con Cheadle retomando su papel.

### Engaño de Killmonger
En un 2009 alternativo, se envía a Rhodes a comprar vibranium del contacto de Stark, Ulysses Klaue, para un ejército de drones de combate que Stark y Erik "Killmonger" Stevens están diseñando. T'Challa tiende una emboscada a la transacción, habiendo sido informado por Klaue a instancias de Killmonger, pero este último lo mata. Killmonger también mata a Rhodes y lo incrimina a él y a T'Challa por matarse entre sí para provocar un conflicto entre los Estados Unidos y Wakanda.

## Recepción
Jacob Stalworthy de The Independent se mostró negativo con respecto al personaje y opinó que el personaje era "Iron Man sin trasfondo ni humor". Sin embargo, Jeremy Schneider de NJ.com fue más positivo con el personaje y la interpretación de Cheadle al tiempo que destacó que el personaje está paralizado en Capitán América: Civil War como "uno de los momentos más conmovedores de todo el MCU".
Por su actuación de 2008, Howard fue nominado al Premio Black Reel al Mejor Actor de Reparto. Por su aparición en 2021 en The Falcon and the Winter Soldier, Cheadle fue nominado a un premio Primetime Emmy como actor invitado destacado en una serie dramática.